# Донка Байкова
Донка Петрова Байкова-Маркова е българска лекарка, професор, специалистка по хранене и диететика и обществено здраве.

## Биография
Донка Байкова е родена в Каблешково на 3 януари 1949 г. През 1975 г. завършва Висшия медицински институт – София. През периода 1977 – 1981 г. е редовен докторант в сегашния НЦОЗА. През 1981 г. придобива специалност „Хигиена на храненето“. Авторка на над 200 научни публикации, раздели по хранене в монографии и учебни помагала.
През 1981 г. защитава дисертация за придобиване на образователната и научна степен доктор (тогава кандидат на науките) на тема „Ефект от забавено въвеждане на обогатяващите аминокиселини върху биологичната стойност на белтъците“. От 1991 г. е старши научен сътрудник ІІ степен (доцент), а от 2009 г. – професор.
Преподавателка в Медицинския университет в София, Факултет по обществено здраве.